# Мустафин, Исаак Савельевич
Исаак Савельевич Мустафин (настоящее имя: Исхак Салехович Мустафин, тат. Мостафин Исхак Сәлах улы; 3 сентября 1908 — 1 декабря 1968, Саратов) — советский химик, доктор химических наук, профессор Саратовского государственного университета имени Н. Г. Чернышевского.

## Биография
О жизни и творчестве профессора И. С. Мустафина написано несколько статей, и книг, в том числе, в серии «Научно-биографическая литература» издательства «Наука», а его имя было поставлено в ряд 300 самых знаменитых и выдающихся учёных мира. Необычная биография и невероятное разнообразие научных интересов учёного привлекают внимание и химиков, и историков, и философов, и писателей.
И. С. Мустафин был настоящим ученым-энциклопедистом, он успешно работал в аналитической, органической, физической, неорганической химии, био и геохимии, в философии и истории науки. Во всех этих направлениях его интересовали коренные вопросы: если органическая химия — то синтез новых и важнейших соединений; если био и геохимия — то вопрос о происхождения топливных материалов, угля и нефти; если аналитическая химия — то поиск закономерностей в применении аналитических реактивов, построение системы оценки чувствительности и избирательности аналитических реакций, создание теории действия органических реагентов в анализе.

## Научная деятельность
Уже первые научные работы Мустафина, посвящённые меллитовой кислоте, были высоко оценены патриархом русской химии академиком Н. Д. Зелинским и представлены для опубликования в журнале «Доклады Академии Наук». Исследование меллитовой кислоты проводилось Мустафиным для выяснения структуры каустобиолитов разных месторождений. Это, в свою очередь, позволило решить два вопроса: первый — о путях естественного образования каустобиолитов из продуктов посмертного превращения растительных тканей и второй — о возможности получения ценных кислородсодержащих органических соединений из самого распространённого сырья — каменного или бурого угля посредством его окислительной деструкции.
Для выполнения поставленной задачи Мустафину нужно было использовать методы качественного и количественного определения меллитовой кислоты, которые ещё не были описаны в литературе. Для создания таких методов учёный синтезировал полный ангидрид меллитовой кислоты, который, как оказалось, образовывал с нафталином кристаллы оранжево-красного цвета, с антраценом — тёмно-синего, с фенантреном — коричнево-красного, с воратролом — светло-коричневого. Учёный получил кристаллы всех этих соединений и установил, что во всех случаях молекулярное соотношение их компонентов равно 1:1. Затем Мустафин дал сводную таблицу окрашивания растворов триангидрида меллитовой кислоты в 62 органических растворителях и предложил оригинальные методики определения меллитовой кислоты, а также некоторых изученных органических соединений. Именно тогда у Мустафина впервые появилась особая любовь к аналитической химии. А потом была война, на которую И. С. Мустафин взял с собой свой лабораторный журнал и первый том Менделеевских «Основ химии».
Вернувшись с фронта в университет, он приступил к работе на кафедре аналитической химии, которую в то время возглавлял известный аналитик и «космополит», высланный из Киева за то, что его работы были переведены на иностранные языки, Леонид Маркович Кульберг. Тогда «передовой» аналитической химии была тема применения органических реактивов в анализе. Находясь на стыке органической, неорганической и физической химии, эта область обогатилась интереснейшими результатами, стимулировавшими дальнейшее развитие спектроскопии, потенциометрии, люминесцентных и других методов анализа. Исходя из собственных экспериментов и расчётов, Мустафин пришёл к выводу, что существуют вполне объективные причины, ограничивающие возможности повышения чувствительности и точности химического анализа. Дальнейшие научные построения позволили Мустафину рассчитать пределы чувствительности всех аналитических реактивов и наиболее распространённых в 50-60 годы методов анализа. Он не только показал и доказал принципиальную невозможность повышения чувствительности и точности определения прежними способами, но и наметил пути развития перспективных аналитических методов.
Возглавляемая профессором И. С. Мустафиным кафедра проводила огромную экспериментальную работу по синтезу и поиску новых эффективных реактивов на неорганические ионы. Эта работа велась в трёх направлениях: накопление эмпирического материала для развития теории; практическая апробация выдвинутых теоретических положений; практическое использование результатов для нужд производства.
Для улучшения визуально наблюдаемой контрастности перехода при титровании Мустафин предложил использовать разработанный им метод внутренних светофильтров. Суть этого метода заключается во введении в реакционную систему так называемых внутренних светофильтров — красителей, которые позволяют улучшить резкость перехода окраски в точке эквивалентности и, таким образом, повысить чувствительность объёмных определений. Так, если при объёмном титровании наблюдается малоконтрастный переход окраски из фиолетово-синей в малиновую, то в присутствии внутреннего светофильтра, красителя жёлтого цвета, можно наблюдать уже более резкий переход окраски из зелёной в красную.
Внутренние светофильтры, по определению И. С. Мустафина, — это красители, которые не обладают свойствами кислотно-основных индикаторов и усиливают контрастность перехода окраски в ходе титрования. В этих работах Мустафиным были заложены идеи, давшие начало химии смешанных комплексных соединений. Варьирование состава реагентов позволяло целенаправленно влиять на свойства образуемых смешанных комплексов и, таким образом, оптимизировать аналитические методы обнаружения различных объектов.
И. С. Мустафин принимал активное участие в составлении рационального ассортимента органических реактивов — основного закона 60-х годов для химиков-аналитиков и для химических предприятий страны, и в издании многочисленной серии книг «Органические реактивы для определения неорганических ионов». Каждая книга этой серии посвящена аналитической химии одного из элементов периодической системы Д. И. Менделеева. Наряду с химико-аналитической характеристикой ионов в книгах подробно рассматриваются конкретные методики определения, рекомендуются реактивы для весового, объёмного фотометрического, люминесцентного анализов. Подобное начинание не имело аналогий в научной литературе и получило горячее одобрение специалистов.
Нельзя не указать также и на то, что И.С. Mустафин был незаурядным историком химии. Он автор историографических исследований, посвящённых жизни и деятельности А. Н. Вышнеградского, А. Н. Попова, Л. А. Чугаева. Фундаментальным историко-научным трудом И.С. Мустафина является книга «Очерки по истории химии», в которой рассматриваются важнейшие события на пути накопления химических знаний и разработки экспериментальных методов исследования вещества. Одним из первых университетских профессоров И. С. Мустафин приступил к чтению курса по истории химии, который стал событием университетской жизни. Он сумел сделать из этого курса настоящую энциклопедию естествознания, связанную основною нитью аналитической химии, с которой, как считал учёный, начинались все естественные науки.

## Педагогическая деятельность
Большое внимание уделял учёный вопросам естественнонаучного образования: с удовольствием читал воскресные лекции для старшеклассников саратовских школ, поддерживал дружеские отношения со многими школьными учителями, которые обращались к нему за помощью по самым разным вопросам, ввёл в практику «профессорские консультации» — самый демократичный вид общения профессора и студента. Он считал, что преподаватель должен готовить почву для вопросов учеников, для их желания экспериментировать, для их стремления переживать природу как целое. Он любил останавливаться на тех явлениях, которые дают достаточно поводов для удивления и собственных поисков.
Профессор Мустафин искренне хотел передать свою любовь к аналитической химии окружающим его людям, придумывая новые формы развития естественнонаучных способностей у своих студентов, представляя сложную информацию в наглядном запоминающемся виде. До сих пор на Саратовской студии телевидения вспоминают учебные программы по химии, в которых принимал участие профессор И. С. Мустафин: редактор программы, Людмила Бойко, филолог по образованию, вспоминает, что самые интересные уроки по химии преподал ей профессор Мустафин во время телевизионных съёмок: его любопытные сравнения и остроумные замечания запомнились на всю жизнь. Например, Мустафин утверждал, что химическая реакция напоминает спектакль, в котором известны все действующие лица, а химическая термодинамика позволяет заглянуть за кулисы и определить, что станет с героями этого спектакля в результате химического взаимодействия. Рассказывая о химических элементах, он уподоблял их разным людям, отличающимся друг от друга по своей активности, по умению и желанию контактировать друг с другом. Он умел подчеркнуть главное, и выделить запоминающиеся закономерности.

## Смерть и память
- Скоропостижная смерть оборвала его жизнь 1 декабря 1968 года. Похоронен на саратовском Воскресенском кладбище (1й участок).
- Мемориальная доска установлена по адресу: ул. Рахова 145, Саратов.
- Конференции, научные семинары, Мустафинские чтения, посвящённые памяти профессора, регулярно проходят в Саратовском университете, хранящем память о выдающемся химике-аналитике первой половины XX века.